# Hipoteza immunologiczna zaburzeń depresyjnych
Hipoteza immunologiczna – jedna z ewolucyjnych hipotez zaburzeń depresyjnych, szukająca wyjaśnienia ich etiologii w działaniu układu odpornościowego za pomocą teorii ewolucji. Traktuje objawy depresyjne jako część reakcji na infekcję w środowisku adaptacji ewolucyjnej. Nowsze sformułowanie Raisona i Millera zwane jest hipotezą PATHOS-D, istnieje też modyfikacja hipotezy uwzględniająca neandertalską introgresję.

## Hipotezy ewolucyjne

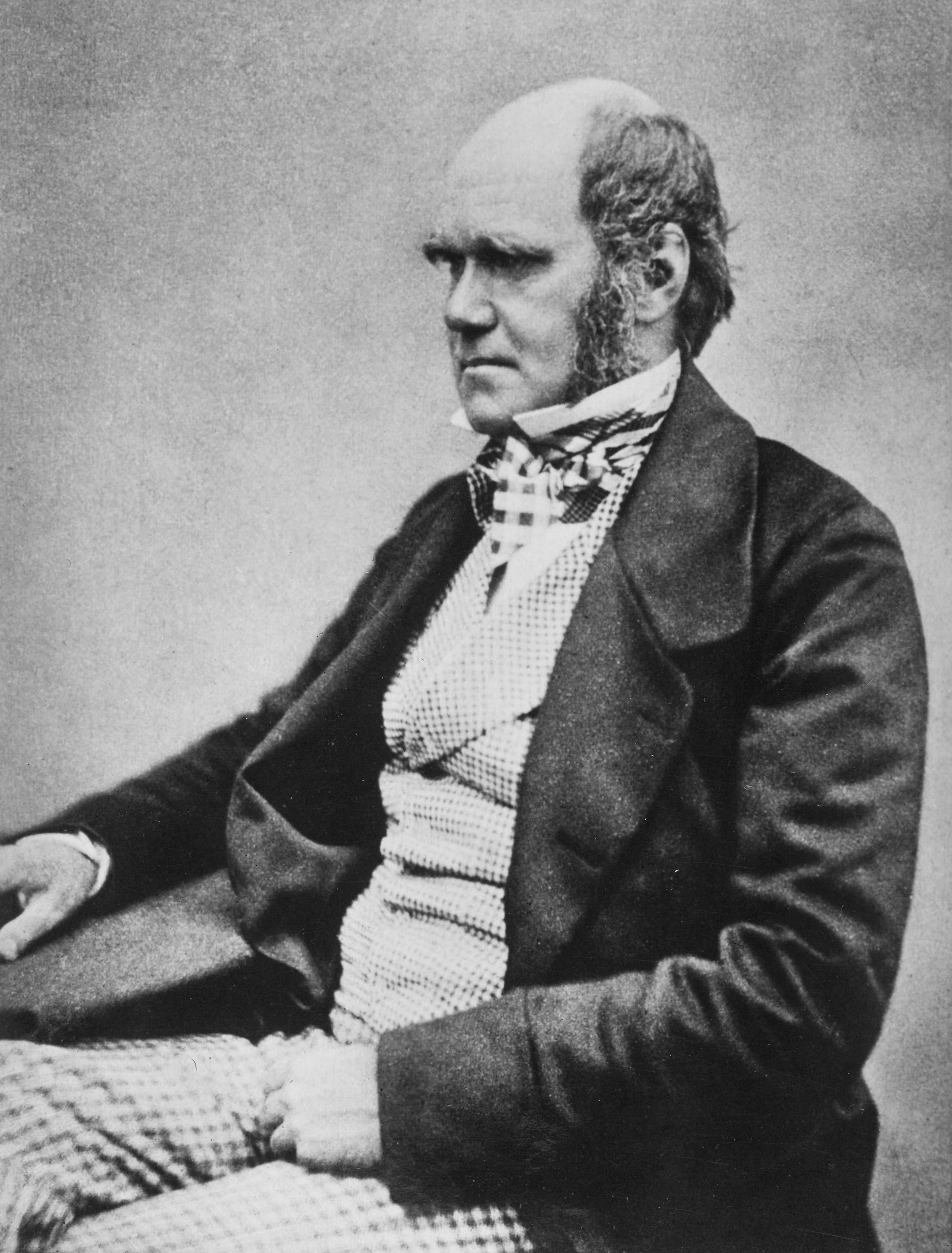
Hipotezy ewolucyjne starają się wyjaśnić częste występowanie zaburzeń depresyjnych przez odwołanie się do teorii ewolucji, zwłaszcza do pojęcia doboru naturalnego wprowadzonego przez Karola Darwina

Hipotezy ewolucyjne pojawiły się w celu rozwiązania pewnego paradoksu związanego z zaburzeniami depresyjnymi. Zaliczają się do najczęstszych zaburzeń psychicznych, podręcznik Pużyńskiego podaje 10%. W literaturze można znaleźć zarówno mniejsze, jak i większe wyniki: badanie Weissman i współpracowników z 1996 dla populacji w Wietnamie tylko 1,5%, ale już dla populacji w Bejrucie 19%. Co więcej, WHO prognozuje wzrastające negatywne skutki tych zaburzeń. Informacje te kontrastują z udowodnioną rolą czynników genetycznych w etiologii zaburzeń depresyjnych nawracających. Cechy takie podlegają bowiem dziedziczeniu. Dziedziczone cechy wpływające na dostosowanie podlegają doborowi naturalnemu. Jeśli dana cecha jest niekorzystna, dobór naturalny zmniejsza jej częstość w populacji. Jest to jeden z podstawowych mechanizmów ewolucji, opisany jeszcze przez Darwina. Biorąc pod uwagę rzucające się w oczy cechy epizodu depresyjnego, trudno uznać go za cechę korzystną. Upośledza funkcjonowanie, utrudnia wykonywanie pracy. Powinien więc zmniejszać dostosowanie. Jednakże gdyby zmniejszał dostosowanie, dobór naturalny zmniejszałby jego częstość, a z przedstawionych wyżej danych epidemiologicznych wynika, że tak się nie dzieje. W efekcie postuluje się, że epizody bądź objawy depresyjne mają jakieś nieznane jeszcze funkcje, dzięki którym w pewien sposób kompensują niekorzystny wpływ na dostosowanie. Hipotezy ewolucyjne mają za zadanie wytłumaczyć to zjawisko, odnajdując nieoczywiste funkcje epizodów depresyjnych bądź występujących w nich objawów. Opisująca je psychiatria ewolucyjna pozostaje jednym z trzech najważniejszych ujęć współczesnej psychiatrii, obok ujęcia obliczeniowego i kulturowego.
Nowak dzieli ewolucyjne hipotezy tłumaczące szerokie występowanie epizodów depresyjnych na hipotezę immunologiczną, hipotezy społeczne (wśród których wyróżnia hipotezę przywiązania, hipotezę pozycji społecznej i hipotezę nawigacji społecznej) oraz hipotezę motywacyjną. Nowszy podział ewolucyjnych wyjaśnień zaburzeń psychicznych wedle Nesse obejmuje zmienność genetyczną wynikającą z mutacji i niestabilności genetycznej, efekt dryfu genetycznego, szybką ewolucję patogenów, nieadekwatność przystosowań do nowych warunków środowiskowych, koszty przystosowań służących dostosowaniu w inny sposób, cechy sprzyjające powielaniu się genów kosztem ich gospodarzy oraz odpowiedzi obronne podantne na zmiany ekspresji i dysregulację.

## Dane laboratoryjne
Hipoteza immunologiczna opiera się o liczne badania wskazujące na nieprawidłowości immunologiczne obserwowane w czasie epizodu depresyjnego. Dotyczą one:
- podwyższonego stężenia cytokin o działaniu prozapalnym, jak i IL-1β, IL-6, TNF, chemokin, przy czym często nie tylko w krwiobiegu, ale również w płynie mózgowo-rdzeniowym[11], inne badania dotyczą MIF[12], obserwowana jest zwiększona odpowiedź wyrażająca się wzrostem stężenia cytokin prozapalnych (IL-1α, IL-8, TNF) na stymulację lipopolisacharydem bakteryjnym[13]
- większej ilości cząsteczek adhezyjnych, np. selektyny E, sICAM, MCP-1[11]
- podwyższonego stężenia białek ostrej fazy, wśród których wymienić można CRP, haptoglobinę, α1-kwaśną glikoproteinę, α1-antychymotrypsynę[11]
- zwiększonej aktywności Th1 (badania dotyczyły depresji sezonowej)[14]

Dowiedziono również możliwość wywołania objawów depresyjnych przez podaż interferonu α (leczenie takie stosuje się w przypadku WZW C bądź chorób nowotworowych). Pacjenci leczeni interferonem zgłaszają pogorszenie jakości życia, zmęczenie, spadek łaknienia, brak motywacji, poczucie winy, rozdrażnienie, anhedonię, płaczliwość, ideacje samobójcze, nie wchodzą w relacje społeczne, zagraża im zwiększone ryzyko samobójcze.

## Mechanizm oddziaływania
Z powyżej przedstawionych wyników badań wynika związek pomiędzy objawami depresyjnymi a działaniem układu immunologicznego. Pojawiają się wobec tego pytania dotyczące tego, w jaki sposób układ odpornościowy wpływa na pojawianie się tych objawów. Miller i Raison zwracają uwagę na to, że istnieje wiele genów związanych zarówno ze zwiększonym ryzykiem zaburzeń depresyjnych, jak i funkcjonowaniem układu odpornościowego. Zespół Raisona już w 2006 opisywał oddziaływania między zapaleniem a objawami depresyjnymi. Ta sama para autorów opisała w 2013 hipotezę PATHOS-D (Pathogen Host Defence Theory of Depression), szczegółowo opisując wzajemne interakcje między obroną przed patogenem a OUN. Ogólnie rzecz biorąc, odpowiedź zapalna rozpoczyna się od zidentyfikowania patogenu (mogą w tym uczestniczyć receptory toll-podobne) wiąże się z wydzieleniem wielu rodzajów cytokin, także chemokin, cząsteczek adhezyjnych oraz białek ostrej fazy. Kluczową rolę przypisuje się TNF, IL-6 i IL-1. Dostają się one do krwiobiegu, jednak na bezpośrednie dotarcie do mózgu nie pozwala im bariera krew-mózg (BBB). Mogą ją ominąć na kilka sposobów:
- istnieją w organizmie ludzkim miejsca, gdzie BBB jest bardziej przepuszczalna[11]. Do miejsc takich należy splot naczyniówkowy. W badaniach pośmiertnych osób zmarłych śmiercią samobójczą stwierdzono w nim zmniejszenie ekspresji genów kodujących IL-1β, ICAM1 i IBA1, co interpretuje się jako przeciwdziałanie przewlekłemu stanowi zapalnenmu[20]
- prozapalne cząsteczki mogą zostać aktywnie przetransportowane przez barierę[11]
- informacja może zostać przekazana pośrednio nerwem błędnym[11]

Już w obrębie OUN dochodzi do zmiany metabolizmu neuroprzekaźników, w tym serotoniny i dopaminy. Oba te neuroprzekaźniki w myśli hipotezy serotoninowej i hipotezy katecholaminowej odgrywają istotną rolę w etiologii zaburzeń depresyjnych. Aktywuje się również wydzielanie CRH w jądrze przykomorowym, co w następstwie powoduje zwiększone wydzielanie ACTH i kortyzolu. Zaburzenia osi układ limbiczny-podwzgórze-przysadka-nadnercza, czyli osi stresu, również odgrywają istotną rolę w powstawaniu zaburzeń depresyjnych. Ponadto dochodzi do negatywnych zmian w plastyczności synaptycznej, co ma związek z mniejszą ilością BDNF. Jeśli chodzi o anatomię, pobudzeniu ulega grzbietowa przednia kora obręczy (związana z czujnością, pobudzeniem, niepokojem) oraz jądra podstawne (powodujące z kolei uczucie zmęczenia, izolowanie się, spowolnienie ruchów). W przekaźnictwie wewnątrzkomórkowym rolę w procesie tworzenia objawów depresyjnych odgrywa już na samym początku, na etapie rozpoznania patogenu, czynnik NFκB.
Oddziaływanie to zachodzi w obie strony. W przeszłości uważano, że dzieje się tak za sprawą głównie pobudzenia wspomnianej już osi podwzgórze-przysadka-nadnercza spowodowanego stresem. Praca Raisona i Millera proponuje tutaj bardziej skomplikowany mechanizm, wykorzystujący pojęcie inflammasomów, dużych kompleksów białkowych. Ogólnie stres wiąże się z wydzielaniem katecholamin na obwodzie, które wpływają na szpik kostny, zwiększając produkcję komórek prozapalnych. Ponadto stresujące sytuacje, również psycho-społeczne, powodują pojawienie się wzorców molekularnych związanych z uszkodzeniem, do których zaliczyć można ATP, kwas moczowy, białka szoku cieplnego. One właśnie aktywują inflammasomy, a te z kolei aktywują kaspazy. Kaspazy natomiast kontrolują dojrzewanie cytokin, co już bezpośrednio przekłada się na działanie układu immunologicznego.

## Wyjaśnienie

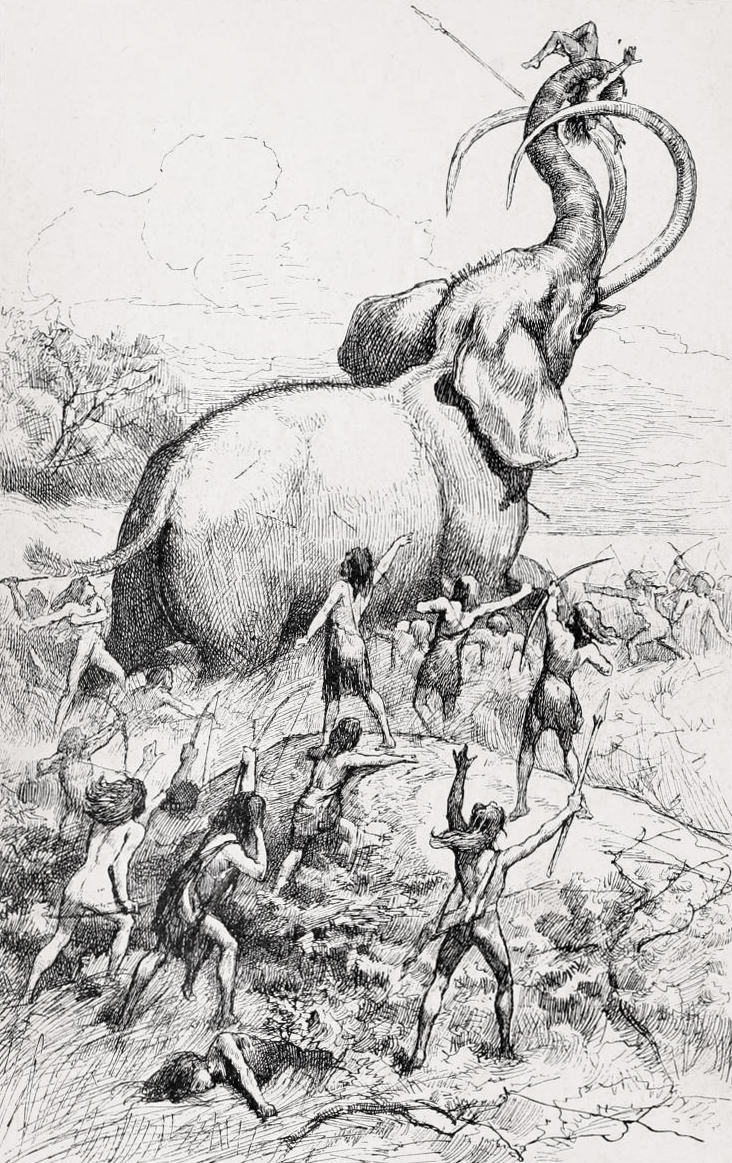
Przez większą część swojej ewolucji człowiek żył we wrogim środowisku adaptacji ewolucyjnej. Większość sytuacji stresowych, jakich doświadczał, wiązała się z poważnym ryzykiem urazu i infekcji. Na rysunku powyżej polowanie na mamuta kolumbisjkiego

Prace Raisona i współpracowników wyjaśniają, w jaki sposób układ immunologiczny oddziałuje na OUN, powodując powstawanie objawów depresyjnych. Autorzy ci idą jednak dalej i starają się znaleźć odpowiedź na pytanie również, dlaczego tak się dzieje. Odpowiadając na nie, należy jednak pamiętać, że w dzisiejszej biologii w ogóle nie ma pojęcia celu. Nie chodzi tutaj o cel, dla którego działa dane rozwiązanie. Adaptacje powstają na skutek działania bezcelowego doboru naturalnego. Utrzymują się, bo pełnią funkcję, która zapewnia im utrzymywanie się. Tę właśnie funkcję należy odgadnąć. Jak zauważono wyżej, odpowiedź immunologiczna pojawia się również w przypadku stresorów psycho-społecznych, w przypadku których wydaje się zupełnie nieadekwatna.
Należy jednak zauważyć, że większa część ewolucji człowieka odbywała się w warunkach skrajnie różnych od obecnych. Większość cech, nie tylko fizycznych, ale i psychicznych, współcześnie żyjącej populacji ludzkiej powstała w czasie od 100 000 do 10 000 lat temu, kiedy to ludzie żyli w niewielkich grupach łowców-zbieraczy. Ich środowisko określa się środowiskiem adaptacji ewolucyjnej. Człowiek jako gatunek przystosowany jest do tamtego środowiska, nie do dzisiejszego, do którego nie zdążył się jeszcze przystosować. Przez większą część ewolucji człowieka jednym z najważniejszych czynników selekcyjnych były patogeny. Powodowały one większość zgonów nie tylko w środowisku adaptacji ewolucyjnej, ale także w czasach po rewolucji neolitycznej. W wielu regionach świata nadal stanowią najczęstszy powód zgonów. Tymczasem większość stresorów w środowisku adaptacji ewolucyjnej wiązała się właśnie z ryzykiem urazu i zakażenia, a przez to infekcji. Jak zauważa Nowak, a wcześniej Miller i Raison, człowiek żył we wrogim sobie środowisku. By zdobyć mięso, musiał polować na duże, niebezpieczne zwierzęta. Kontakty z innymi grupami ludzi wiązały się z ryzykiem przemocy fizycznej. Tak więc przez większość czasu istnienia człowieka sytuacje stresujące niosły za sobą przeważnie ryzyko infekcji. Jeśli więc dany osobnik rozwijał odpowiedź immunologiczną już w stresującej sytuacji, zanim jeszcze receptory toll-podobne rozpoznały odpowiednie wzorce patogenów, osiągał przewagę nad osobą, która czekała, aż odpowiedź immunologiczna rozpocznie się w typowym mechanizmie. Wcześniejsze, wręcz wyprzedzające uderzenie w ewentualny czynnik chorobotwórczy zwiększało dostosowanie, a tym samym szanse na przeżycie.
Powyższe rozumowanie tłumaczy, czemu sytuacja stresowa powinna powodować aktywację odpowiedzi odpornościowej. Należy jeszcze wyjaśnić oddziaływanie w drugą stronę: pojawienie się objawów depresyjnych na skutek odpowiedzi odpornościowej. Również i to zostało wyjaśnione. Korzyści płynące z takich mechanizmów podzielić można w zależności od rozpatrywanego poziomu doboru. Do najważniejszych objawów depresyjnych należą obniżenie napędu, utrata zainteresowań, brak chęci do działania. Osoba depresyjna mogłaby przeleżeć cały dzień. Z punktu widzenia infekcji jest to postępowanie jak najbardziej słuszne. Osoba cierpiąca na infekcję odniesie korzyści z depresyjnego zachowania. Co więcej, brak apetytu zmniejsza ryzyko nadkażenia kolejnym patogenem. Natomiast z punktu widzenia doboru krewniaczego czy nawet doboru grupowego (należy pamiętać, że osoby żyjące w bezpośrednim otoczeniu danego człowieka są z nim często spokrewnione) izolowanie się osoby z infekcją, nieuczestniczenie przez nią we wspólnych aktywnościach, zmniejsza ryzyko zakażenia innych członków grupy.

## Introgresja archaicznych alleli
W 2023 opublikowano również modyfikację hipotezy immunologicznej odwołujące się do neandertalskiej introgresji. Mianowicie kiedy człowiek rozumny po opuszczeniu Afryki skierował się ku położonym na północ terenom Eurazji, napotkał tam miejscowych ludzi z gatunku neandertalczyka i nieopisanego formalnie denisowianina. Długa debata naukowa nad wzajemnymi oddziaływaniami archaicznych gatunków ludzkich i człowieka anatomicznie współczesnego zaczęła wpierw skłaniać się ku hipotezie asymilacji. Problem rozwiązało udowodnienie krzyżowania się człowieka rozumnego i neandertalskiego, efektem której to hybrydyzacji jest introgresja neandertalskich alleli stanowiących około 2% genomu współczesnego Europejczyka. Pierwotnie było to 3,2-5,7%. Spadek stanowi efekt doboru naturalnego eliminującego allele pochodzące od innego gatunku na skutek niezgodności Dobzhansky’ego-Mullera. Allele, które pozostały w genomie współczesnego człowieka, musiały wobec tego pełnić jakieś funkcje zwiększające dostosowanie. Chodzi o geny dotyczące choćby kolory włosów i skory, ale też funkcjonowania układu immunologicznego i związane z objawami depresyjnymi. O ile jaśniejsza skóra przedstawia ewidentną wartość adaptacyjną na gorzej naświetlonych terenach północy w porównaniu z ojczystą dla H. sapiens Afryką, a geny związane z układem immunologicznym pełnić mogły ważną funkcję w obliczu napotkania przez nowych przybyszów niespotykanych wcześniej przez nich drobnoustrojów chorobotwórczych, do obrony przed którymi człowiek neandertalski ewoluował tysiące lat, trudno wyjaśnić w inny sposób niż przez odwołanie się do hipotezy immunologicznej utrwalenie się alleli genów związanych z objawami depresyjnymi. Co więcej, inne ewolucyjne hipotezy zaburzeń depresyjnych nie oferują możliwości wyjaśnienia tego zjawiska. Hipoteza nie zakłada, że epizody depresyjne wynikały już u neandertalczyków, mogły się one rozwinąć dopiero u człowieka współczesnego na skutek introgresji niedopasowanych do jego genomu alleli archaicznych gatunków ludzkich.

## Trudności
Hipoteza immunologiczna napotyka pewne trudności w wyjaśnieniu częstego rozpowszechnienia zaburzeń depresyjnych:
1. Czas trwania epizodu depresyjnego nie zgadza się z czasem trwania infekcji[1]. Epizod depresyjny wedle kryteriów ICD musi trwać minimum 2 tygodnie, nieleczony trwa jednak miesiące[31]. Infekcje zazwyczaj nie trwają tak długo. Jeśli objawy depresyjne miałyby stanowić element odpowiedzi organizmu na zakażenie, powinny trwać krócej. Długotrwały epizod depresyjny stanowiłby raczej wyraz przedłużającej się, nieadekwatnej przez to odpowiedzi[1].
2. Skoro objawy depresyjne są częścią odpowiedzi na zakażenie, jak gorączka, to leczenie przeciwzapalne powinno je redukować[1]. Przeprowadzono pojedyncze badania mające wykazać takie działanie leków przeciwzapalnych, między innymi próbę z infliksymabem, antagonistą TNF. Polepszenie stanu pacjentów osiągnięto wyłącznie w grupie chorych cechujących się przed leczeniem wyższym poziomem CRP. U pozostałych pacjentów podaż infliksymabu okazała się przeciwskuteczna[32].